# Syrphophagus terebratus
Syrphophagus terebratus är en stekelart som först beskrevs av Trjapitzin 1967.  Syrphophagus terebratus ingår i släktet Syrphophagus och familjen sköldlussteklar. Inga underarter finns listade i Catalogue of Life.